# Pelargonium scabrum
Pelargonium scabrum là một loài thực vật có hoa trong họ Mỏ hạc. Loài này được (L.) L'Hér. mô tả khoa học đầu tiên.

## Hình ảnh

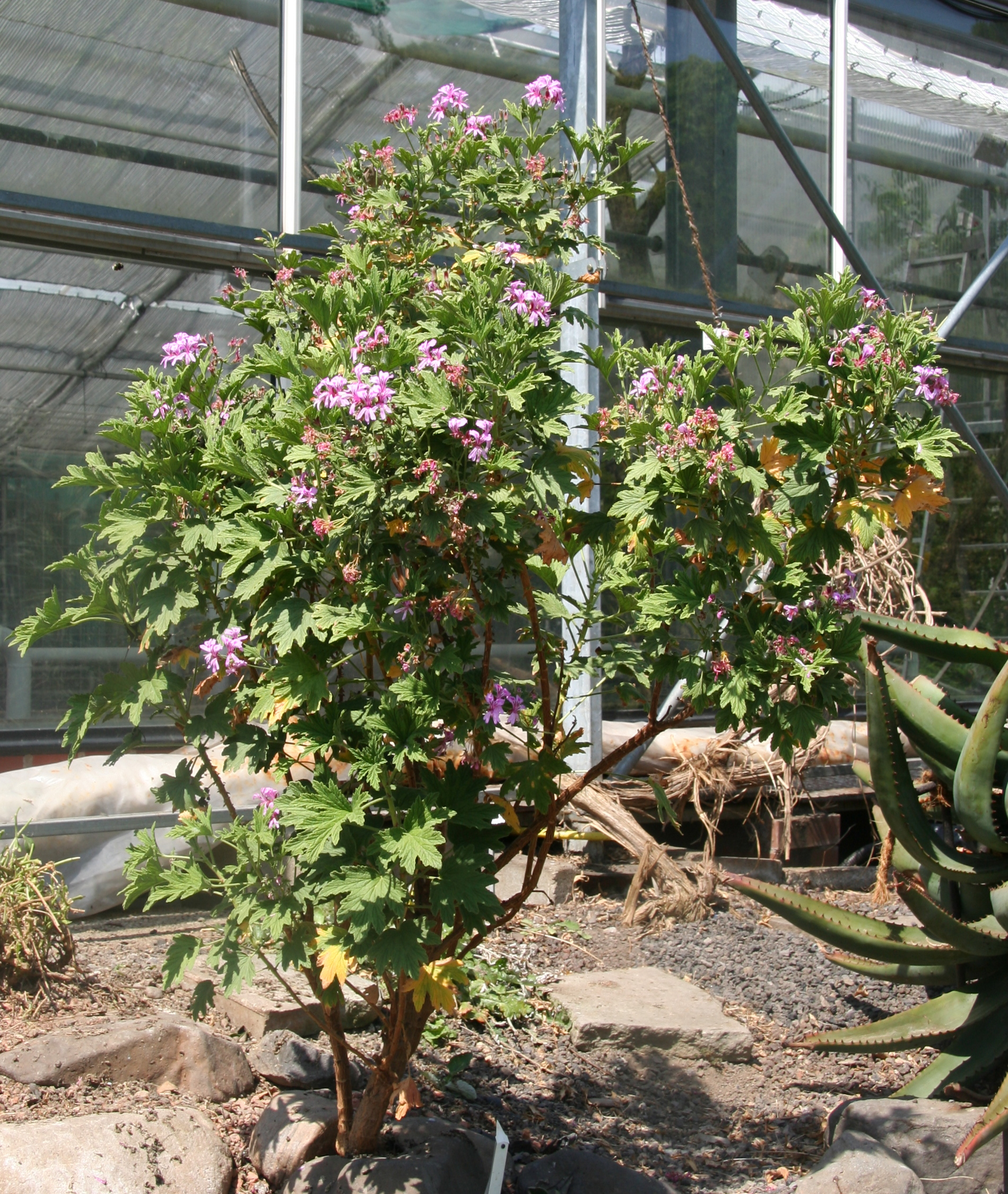
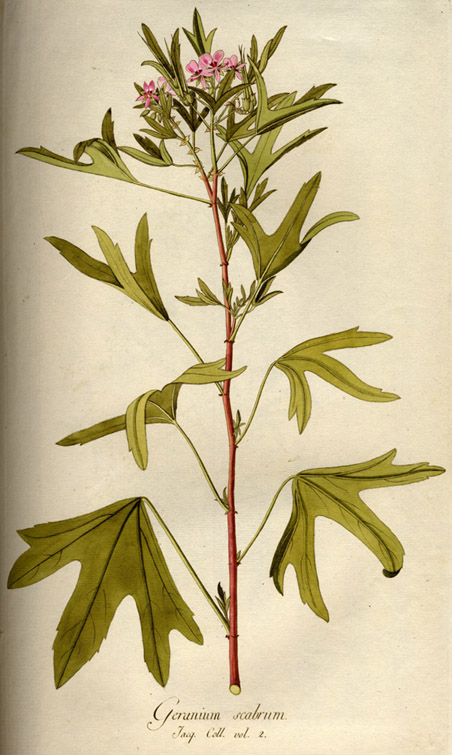
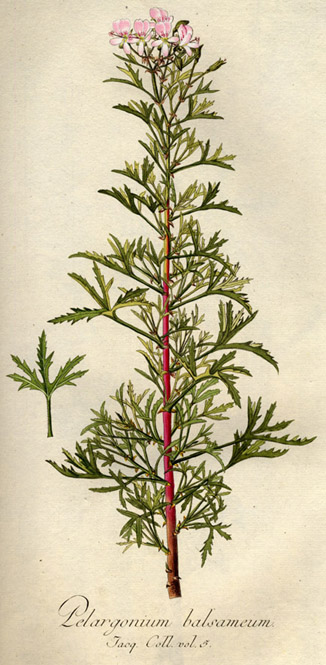